# Liten indisk sibetkatt
Liten indisk sibetkatt (Viverricula indica) är ett rovdjur i familjen viverrider.
Släktnamnet är bildat av det latinska ordet viverra (viverrid) och det förminskande tillägget -ula.

## Kännetecken
Djuret skiljer sig från arterna i släktet Viverra genom differenser i skallens och tändernas byggnad, samt genom mindre storlek, avsaknaden av manen på ryggen och en spetsigare nos. Pälsen är huvudsakligen gråbrun med långsträckta prickar fördelade över kroppen. Ansiktet och extremiteterna är helt svart, svansen har grå-svarta ringar. Dessa djur når en kroppslängd mellan 45 och 63 centimeter, en svanslängd av 30 till 43 centimeter och en vikt mellan 2 och 4 kilogram.

## Utbredning
Arten förekommer i södra och sydöstra Asien från Indien och Sri Lanka över södra Kina till de indonesiska öarna som Sumatra, Java och Bali. Den blev av människan införd på Sokotra, Komorerna, Madagaskar och flera sydöstasiatiska öar. Habitatet utgörs av skogar och gräsland med tät vegetation.

## Levnadssätt
Liten indisk sibetkatt är huvudsakligen aktiv på natten men i glest bebyggda områden jagar den även på dagen. De vilar i tät undervegetation eller använder ibland underjordiska bon. De vistas främst på marken men ska ha bra förmåga att klättra. Utanför parningstiden lever varje individ ensam. Reviret markeras med en vätska från körtlarna som kallas sibetolja.
Djuret är allätare och livnär sig av små ryggradsdjur, as och insekter samt frukter och rötter.
Om artens sätt att fortplanta sig är inte mycket känt. Honan föder två till fem ungar som hölls gömd i en underjordisk bo. Efter fyra till fem månader sluter honan att ge di.

## Liten indisk sibetkatt och människor
Tidigare används sibetoljan i parfymindustrin men idag framställs ämnet mest konstgjort. Det var även anledning till djurets ökade spridning på jorden. Populationen är jämförelsevis stor och arten listas inte som hotad.